# STS-51-B
STS-51-B (englisch Space Transportation System) ist eine Missionsbezeichnung für das US-amerikanische Space Shuttle Challenger (OV-99) der NASA. Der Start erfolgte am 29. April 1985. Es war die 17. Space-Shuttle-Mission und der siebte Flug der Raumfähre Challenger.

## Mannschaft

### Hauptmannschaft
- Robert Overmyer (2. Raumflug), Kommandant
- Frederick Gregory (1. Raumflug), Pilot
- Don Lind (1. Raumflug), Missionsspezialist
- Norman Thagard (2. Raumflug), Missionsspezialist
- William Thornton (2. Raumflug), Missionsspezialist
- Lodewijk van den Berg (1. Raumflug), Nutzlastspezialist, EG&G Corporation
- Taylor Wang (1. Raumflug), Nutzlastspezialist, California Institute of Technology

### Ersatz
- Eugene Trinh und Mary Helen Johnston für Wang und van den Berg

## Missionsüberblick
STS-51-B startete gerade einmal 17 Tage nach dem Start der vorherigen Shuttle-Mission STS-51-D. Wegen eines technischen Problems in der automatischen Startsequenz erfolgte der Start der Mission STS-51-B mit einer Verspätung von zwei Minuten und 18 Sekunden.
Die Nutzlast der Mission bestand aus dem Spacelab der Europäischen Weltraumorganisation (ESA). Mitgeführt wurden 15 Experimente, vor allem zur Untersuchung von Flüssigkeiten und Werkstoffen im schwerelosen Raum. Für biologische Untersuchungen waren zudem zwei Affen und 24 Nagetiere an Bord. 14 Experimente konnten erfolgreich durchgeführt werden.
Weitere Nutzlast war der Militärsatellit GLOMR. Aufgrund eines Batterieproblems wurde er aber nicht ausgesetzt und für einen späteren Start wieder mit auf die Erde genommen.
Die Landung erfolgte in Edwards AFB in Kalifornien; erstmals landete ein Shuttle bei Seitenwind. Challenger wurde fünf Tage später mit einem Spezialflugzeug nach Cape Canaveral, Florida zurücktransportiert.